# Еди Мани
Едвард Џозеф Махони (енгл. Edward Joseph Mahoney; 21. март 1949 — 13. септембар 2019), познатији као Еди Мани (енгл. Eddie Money), био је амерички певач и кантаутор. Музичку славу стекао је 1970-их и 1980-их хитовима Baby Hold On, Two Tickets to Paradise, Think I'm in Love, Take Me Home Tonight и другим. Преминуо је од рака једњака 13. септембра 2019. године.

## Дискографија
Студијски албуми
- Eddie Money (1977)
- Life for the Taking (1978)
- Playing for Keeps (1980)
- No Control (1982)
- Where's the Party? (1983)
- Can't Hold Back (1986)
- Nothing to Lose (1988)
- Right Here (1991)
- Love and Money (1995)
- Ready Eddie (1999)
- Wanna Go Back (2007)
- Brand New Day (2019)